# Francesco Carpino

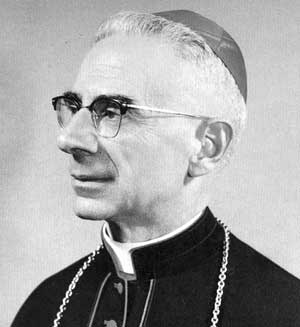
Kardinal Carpino

Wappen des Kardinals

Francesco Kardinal Carpino (* 18. Mai 1905 in Palazzolo Acreide, Provinz Syrakus, Italien; † 5. Oktober 1993 in Rom) war von 1951 bis 1961 Erzbischof von Monreale, von 1967 bis 1970 Erzbischof von Palermo und später Kurienkardinal der römisch-katholischen Kirche.

## Leben
Francesco Carpino studierte in Noto und Rom Katholische Theologie und empfing am 14. August 1927 das Sakrament der Priesterweihe. Anschließend wirkte er kurzzeitig am Seminar von Noto, ehe er von 1929 bis 1951 Dozent am Athenaeum in Rom wurde. Daneben arbeitete er für verschiedene Kongregationen des Kardinalskollegiums und leistete Aushilfsarbeiten in mehreren römischen Pfarrgemeinden. 1939 wurde ihm der Ehrentitel Päpstlicher Geheimkämmerer verliehen. Am 11. Februar 1951 ernannte ihn Papst Pius XII. zum Titularerzbischof von Nicomedia und Koadjutor-Erzbischof von Monreale, am 23. August desselben Jahres zum Erzbischof der Diözese Monreale. Die Bischofsweihe spendete ihm am 8. April 1951 in der Lateranbasilika Kardinal Adeodato Giovanni Piazza, Bischof von Sabina e Poggio Mirteto; Mitkonsekratoren waren Kurienerzbischof Luigi Traglia und Angelo Calabretta, Bischof von Noto.
Neben seinen Verpflichtungen im Hirtenamt arbeitete Francesco Carpino weiterhin für das Kardinalskollegium. So berief ihn Papst Johannes XXIII. zum Offizial der Kongregation für die Bischöfe und ernannte ihn zum Titularerzbischof von Serdica. In den Jahren 1962 bis 1965 nahm er am Zweiten Vatikanischen Konzil teil, 1963 fungierte er als Sekretär beim Konklave. Am 7. April 1967 wurde er Pro-Präfekt der Kongregation für den Gottesdienst und die Sakramentenordnung. Papst Paul VI. nahm ihn am 26. Juni 1967 als Kardinalpriester mit der Titelkirche Santa Maria Ausiliatrice in via Tuscolana in das Kardinalskollegium auf und ernannte ihn am selben Tage zum Erzbischof von Palermo. Am 17. Oktober 1970 legte Francesco Kardinal Carpino die Leitung des Erzbistums Palermo nieder und kümmerte sich fortan um die Beziehungen zwischen der Kurie und den Bischöfen. Am 27. Januar 1978 wurde er zum Kardinalbischof von Albano bestellt.
Francesco Carpino starb am 5. Oktober 1993 in Rom und wurde zunächst in seinem Heimatort beigesetzt. 1998 wurde sein Leichnam in die Kathedrale von Palermo überführt.